# Javier Jiménez (pallavolista 1989)
Javier Ernesto Jiménez Scull (Matanzas, 16 novembre 1989) è un pallavolista cubano, schiacciatore dell'Almería.

## Carriera

### Club
La carriera di Javier Jiménez inizia nei tornei cubani, giocando per la formazione provinciale di Matanzas. Nella stagione 2014-15 riceve il permesso dal governo cubano per giocare all'estero, approdando in Grecia, dove partecipa alla Volley League col PAOK e vi milita per un biennio, vincendo due scudetti e la Coppa di Grecia 2014-15. Nella stagione 2016-17 approda invece in Italia, firmando per il Molfetta, in Superlega.
Nel campionato 2017-18 firma per l'Obras Sanitarias, nella Liga Argentina de Voleibol, con cui vince la Coppa Argentina. Nel campionato seguente torna a vestire la maglia del PAOK, vincendo ancora una Coppa di Grecia. Nella stagione 2019-20 approda in Estonia, dove partecipa alla Eesti Meistrivõistlused con il Saaremaa, che lascia nella stagione seguente, quando si accasa nella Superliga de Voleibol Masculina spagnola con l'Almería.

### Nazionale
Nel 2013 fa il suo esordio nella nazionale cubana, vincendo la medaglia di bronzo al campionato nordamericano, mentre un anno dopo si aggiudica quella d'oro alla Coppa panamericana, dove viene premiato come miglior schiacciatore, e il bronzo ai XXII Giochi centramericani e caraibici, dove viene premiato come miglior servizio e miglior schiacciatore.
In seguito vince la medaglia d'argento al campionato nordamericano 2015, la medaglia di bronzo alla Coppa panamericana 2017 e partecipa ai Giochi della XXXI Olimpiade di Rio de Janeiro.

## Palmarès

### Club
- Campionato greco: 2

2014-15, 2015-16
- Coppa di Grecia: 2

2014-15, 2018-19
- Coppa Argentina: 1

2018

### Nazionale (competizioni minori)
- Coppa Panamericana 2014
- Giochi centramericani e caraibici 2014
- Coppa panamericana 2017

### Premi individuali
- 2014 - Coppa panamericana: Miglior schiacciatore
- 2014 - XXII Giochi centramericani e caraibici: Miglior servizio
- 2014 - XXII Giochi centramericani e caraibici: Miglior schiacciatore
- 2014 - XVII Giochi panamericani: Miglior schiacciatore